# Serghei Svinarenco
Serghei Svinarenco (Tiraspol, 18 settembre 1996) è un calciatore moldavo, difensore svincolato.

## Carriera

### Club
È cresciuto nelle giovanili dello Sheriff Tiraspol, club con cui ha esordito nella massima serie moldava nel 2014.

### Nazionale
Ha militato nelle nazionali giovanili moldave Under-17, Under-18, Under-19 ed Under-21.

## Statistiche

### Presenze e reti nei club
Statistiche aggiornate al 20 novembre 2021.
| Stagione                | Squadra                 | Campionato              | Campionato | Campionato | Coppe nazionali | Coppe nazionali | Coppe nazionali | Coppe continentali | Coppe continentali | Coppe continentali | Altre coppe | Altre coppe | Altre coppe | Totale | Totale |
| Stagione                | Squadra                 | Comp                    | Pres       | Reti       | Comp            | Pres            | Reti            | Comp               | Pres               | Reti               | Comp        | Pres        | Reti        | Pres   | Reti   |
| ----------------------- | ----------------------- | ----------------------- | ---------- | ---------- | --------------- | --------------- | --------------- | ------------------ | ------------------ | ------------------ | ----------- | ----------- | ----------- | ------ | ------ |
| 2014-2015               | Sheriff Tiraspol        | DN                      | 2          | 0          | CM              | 1               | 0               | UCL+UEL            | 0                  | 0                  | SM          | 0           | 0           | 3      | 0      |
| 2015-2016               | Sheriff Tiraspol        | DN                      | 15         | 0          | CM              | 0               | 0               | UEL                | 0                  | 0                  | SM          | 1           | 0           | 16     | 0      |
| 2016-2017               | Sheriff Tiraspol        | DN                      | 4          | 1          | CM              | 0               | 0               | UCL                | 0                  | 0                  | SM          | 1           | 0           | 5      | 1      |
| Totale Sheriff Tiraspol | Totale Sheriff Tiraspol | Totale Sheriff Tiraspol | 21         | 1          |                 | 1               | 0               |                    | 0                  | 0                  |             | 2           | 0           | 24     | 1      |
| 2017                    | Petrocub Hîncești       | DN                      | 6          | 0          |                 | -               | -               |                    | -                  | -                  |             | -           | -           | 6      | 0      |
| apr.-lug. 2018          | Zarea Bălți             | DN                      | 3          | 0          |                 | -               | -               |                    | -                  | -                  |             | -           | -           | 3      | 0      |
| lug.-nov. 2018          | Sfîntul Gheorghe        | DN                      | 5          | 0          | CM              | 4               | 0               |                    | -                  | -                  |             | -           | -           | 9      | 0      |
| 2019                    | Sfîntul Gheorghe        | DN                      | 24         | 0          | CM              | 4               | 0               |                    | -                  | -                  |             | -           | -           | 28     | 0      |
| 2020-2021               | Sfîntul Gheorghe        | DN                      | 20         | 1          | CM              | 3               | 0               | UEL                | 2                  | 0                  |             | -           | -           | 25     | 1      |
| 2021-2022               | Sfîntul Gheorghe        | DN                      | 11         | 0          | CM              | 0               | 0               | UECL               | 1                  | 0                  | SM          | 1           | 0           | 13     | 0      |
| Totale Sfîntul Gheorghe | Totale Sfîntul Gheorghe | Totale Sfîntul Gheorghe | 60         | 1          |                 | 11              | 0               |                    | 3                  | 0                  |             | 1           | 0           | 75     | 1      |
| Totale carriera         | Totale carriera         | Totale carriera         | 90         | 2          |                 | 12              | 0               |                    | 3                  | 0                  |             | 3           | 0           | 108    | 2      |

## Palmarès

### Club

#### Competizioni nazionali
- Coppa di Moldavia: 3

Sheriff Tiraspol: 2014-2015, 2016-2017
Sfîntul Gheorghe: 2020-2021
- Supercoppa di Moldavia: 3

Sheriff Tiraspol: 2015, 2016
Sfîntul Gheorghe: 2021
- Campionato moldavo: 2

Sheriff Tiraspol: 2015-2016, 2016-2017